# Ernst Ludwig von Gerlach
Cet article concerne Ernst Ludwig von Gerlach. Pour son frère, Leopold, voir Ludwig Friedrich Leopold von Gerlach.
Ernst Ludwig von Gerlach (né le 7 mars 1795 à Berlin et décédé le 18 février 1877 au même endroit) est un homme politique prussien qui a été longtemps, avec Friedrich Julius Stahl (de), un leader des conservateurs. Il fait partie, tout comme son frère Leopold du cercle dit du  « Kreuzzeitung ».

## Biographie
Fils de Carl Friedrich Leopold von Gerlach et d'Agnes von Raumer, il combat de 1813 à 1815 dans les guerres de libération contre l'envahisseur français. Puis il entre dans la fonction judiciaire, en tant que  « Oberlandesgerichtsrat » d'abord en 1823 à Naumbourg, puis en tant que directeur du tribunal régional de Halle en 1829, enfin, en 1835, il devient vice-président de « Oberlandesgericht » à Francfort-sur-l'Oder. L'une de ses expériences les plus formatrices  est sa participation au cercle piétiste de Triegalff et son amitié avec Adolf von Thadden-Trieglaff, qu'il a rencontré pour la première fois à Berlin en 1815. Encouragés notamment par ce contact, lui et son frère Leopold ont pris une part active au Réveil poméranien à partir des années 1820. Cette empreinte religieuse piétiste a accompagné ses actions et sa pensée, tout au long de sa vie. Sa connaissance du jeune Otto von Bismarck résulte également de sa participation à ce cercle.
Il est membre du "club dans la Wilhelmstraße", qui s'est fixé pour objectif de rétablir l'État germano-chrétien. Il travaille pour la « Politischen Wochenblattes » (l'hebdomadaire politique). En 1842, il devient « Geheimer Oberjustizrat », et peu après membre du conseil d'État et de la commission des lois. En 1844, il devient président de l' « Oberlandes- und Appellationsgericht » de Magdebourg, où il travaille avec son frère Léopold, Carl Friedrich Göschel (de) et d'autres opposants au mouvement évangélique hérétique que sont les « Amis de la Lumière ». En 1848, il fonde le Neue Preußische Zeitung (qui à cause de la croix sur sa couverture est rapidement surnommé Kreuzzeitung, le journal à la croix), et y place à la tête de sa rédaction Hermann Wagener, un de ses hommes de confiance. Gerlach écrit de manière mensuelle ou trimestrielle un "panorama" en faveur des ultra-conservateurs et de l'ordre féodal. En 1849, il est élu dans la première chambre du parlement, la future « Herrenhaus ». Il prend la tête du parti conservateur, et y lutte contre le constitutionnalisme et pour l'établissement d'un droit spécial pour les nobles à la manière moyenâgeuse.
Avec l'arrivée au pouvoir de Guillaume Ier en 1858 à la suite de la maladie de son frère Frédéric-Guillaume IV, Ernst Ludwig se retire de la direction du parti conservateur, tout en continuant de diffuser ses idées grâce au Kreuzzeitung, dans lequel il reste rédacteur.
Au sein du Parlement prussien depuis 1873, il se montre être un grand opposant à la Kulturkampf mise en place par Otto von Bismarck. À la même époque il entre dans le nouveau parti du centre : le Zentrum. Il s'attire ainsi les foudres de Bismarck, et à la suite de la distribution de tracts contre le gouvernement en 1874, il est renvoyé de son poste de président à Magdebourg. En 1877, il est élu député au « Reichstag », toujours sous étiquette Zentrum. Il meurt peu après.